# 花厅御诏
花厅御诏或御园敕令（土耳其語：Gülhane Hatt-ı Şerif）是由奥斯曼帝国苏丹、哈里发阿卜杜勒-迈吉德一世于公元1839年11月3日署名，在大维齐尔穆斯塔法·雷希德帕夏推动下於居爾哈尼公園颁布的一份御诏（因此得名「花廳」）。
诏命由雷希德在帝国苏丹、各省部大臣、文武百官、希腊、亚美尼亚及犹太人宗教领袖并各国使节的莅临下宣读。随后，诏命被刊行于报刊之上并以法语翻译的形式递送至欧洲诸国及其使馆。此诏命颁行昭示着坦志麦特时代的开端。这份诏命是奥斯曼帝国晚期现代化尝试的标志性产物。其目的是建立现代化的、欧式的政府并将东正教徒、阿拉伯人、亚美尼亚人等各族裔整合入一个更为统一的身份认同之中。御诏中包含了对帝国军事体制、行政体制、法律及教育系统的改革理念。御诏向帝国各臣民保证了生命的安全、尊严及财产不受侵犯、运行有常的税收系统、平等的征兵制度及确定的兵役期限。

## 歷史背景
1820年至1830年间，马哈茂德二世治下的奥斯曼帝国已经十分孱弱，俄罗斯与埃及的军队在君士坦丁堡附近如入无人之境。19世纪中期，奥斯曼帝国中央政府意识到其行政架构的严重漏洞。很大程度上，帝国的中央政府与地方行政是脱钩的。地方各级行政区划由其本地的豪右、显贵控制并实际上不受中央政府节制。各米利特的领袖，尤其是东正教各部的僧侣们在其人民中保持着极大的影响力。在本地势力及欧洲各国的支持下，巴尔干、安纳托利亚、阿拉伯都出现了要求从奥斯曼帝国彻底分离出去的呼声。此外，自苏莱曼一世起便存在的豁免制已经演化为西方列强攫取利益的工具。该制度最初允许特定外国人在奥斯曼帝国境内不受任何帝国法律限制，其行为都以其本国法律为标准来裁判。而在帝国衰落後，欧洲商人以至于非穆斯林奥斯曼帝国国民都得以通过该制度减免一切税收，导致其在商业上巨大的优势。作为对奥斯曼帝国国内、国外各种压力的回应，花厅御诏应运而生。

## 要点
- 御诏首先直言不讳地指出了奥斯曼帝国150年来的颓势。
- 并认为帝国最初的荣华已转为贫穷与孱弱，而其原因则为法治的缺失。[5]
- 接下来，御诏表明了帝国政府在地方建立新的行政组织的计划并着重强调了对于基本人权的保护。[5]
- 诏书中还列出了税收制度改革、军事制度改革的愿景。但没有具体阐明其措施。[5]
- 诏书在末尾处提及了对贪污受贿的惩罚并宣布将要建立固定工资制度。[5]

## 延伸閲讀
- Greek version: D. Gkines and V. Mexas, Ελληνική Βιβλιογραφία 1800-1863 (Athens, Grapheion Dēmosieumatōn tēs Akadēmias Athēnōn, 1939-1957), vol. 1, no. 3165.
- Earlier French version: Moniteur Ottoman (27 November 1839, p. 2065).

## 参閲
- 土耳其历史
- 希腊历史
- 奥斯曼主义

## 外部連接

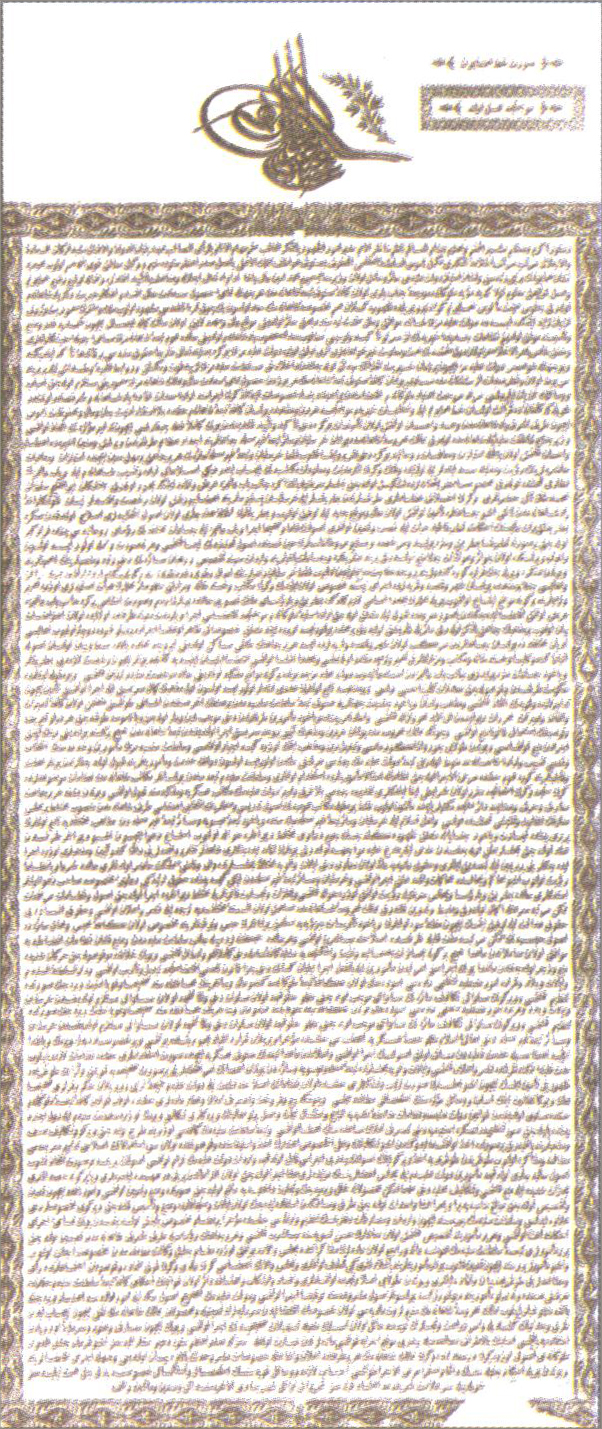
花厅御诏

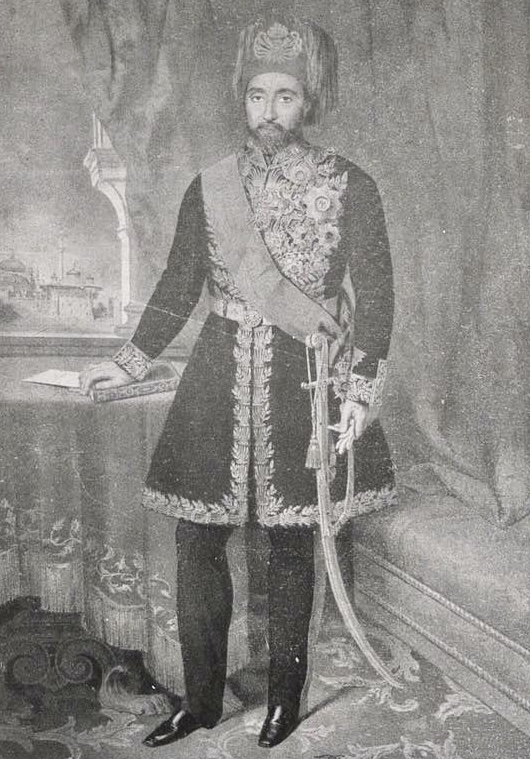
穆斯塔法·雷希德帕夏，花厅御诏的主要設計者
（花厅御诏，1839年11月3日宣布）

- The Rescript of Gülhane – Gülhane Hatt-ı Hümayunu (3 November 1839) （页面存档备份，存于） - Translated into English, posted by the Atatürk Institute of Modern Turkish History of Boğaziçi University - The translator's name is not stated. Alternate link
- French version （页面存档备份，存于） at the University of Perpignan